# Sharon Pratt Kelly
Sharon Pratt Kelly (30 januari 1944) was de eerste vrouwelijke zwarte burgemeester in de Verenigde Staten van Amerika, voor de stad Washington D.C.. Ze werd geboren als Sharon Pratt. Ze trouwde Arrington Dixon en kreeg de naam Pratt Dixon, en voerde campagne met deze naam, maar op 7 december 1991 trouwde ze met de zakenman James R. Kelly III, en veranderde haar naam in Sharon Pratt Kelly. 
Haar ambtsperiode sloot ze af met een tekort van 1 miljard dollar, veel meer dan haar voorganger Marion Barry, wat haar veel kritiek opleverde. 

## Carrière
Pratt studeerde in 1965 af op politicologie aan de Howards University. Aanvankelijk werkte ze in het bedrijf van haar vader. 
Pratt werd lid van het Democratisch Nationaal Comité van het District of Columbia van 1977 tot 1990, de eerste vrouw op deze positie. Ook leidde zij in 1982 de burgemeesterscampagne van Patricia Roberts Harris, die overigens niet verkozen werd. In 1983 kreeg ze een hoge positie binnen het elektriciteitsbedrijf Pepco. In 1990 kondigde Pratt aan om zich kandidaat te stellen voor het burgemeesterschap van Washington D.C. als opvolger van Marion Barry. Barry werd echter gearresteerd vanwege drugsgerelateerde zaken, en was geen kandidaat meer, maar werd vervangen door drie opvolgers. Pratt riep Barry op om zijn burgemeesterschap op te geven, met de slogan Clean House. Uiteindelijk won Pratt het burgemeesterschap met 10% meer stemmen dan de nummer twee, John Ray. Op 2 januari 1991 werd zij beëdigd als burgemeester van de stad. 
- Gemeinsame Normdatei: 121460711X
- International Standard Name Identifier: 0000 0000 4139 852X
- Library of Congress Control Number: no97052377
- National Archives and Records Administration: 10573509
- SNAC: w6s49dwc
- Virtual International Authority File: 51296099
- WorldCat: E39PBJc3GbHwXYGx9qPtd4cQMP